# San Cristobal Bancredicard
El Bancredicard Fútbol Club es un equipo de fútbol de la República Dominicana que juega en la Liga Mayor, el torneo de fútbol más importante del país.

## Historia
El Bancredicard FC fue fundado en la capital Santo Domingo en el año 1989 y ha sido campeón de la máxima categoría en 3 ocasiones.
A nivel internacional son uno de los clubes dominicanos con más participaciones, ya que cuenta con 2 apariciones en la Copa de Campeones de la Concacaf, en donde su mejor participación ha sido en la edición de 1992, en la cual fueron eliminados en la primera ronda por el Solidarité Scolaire de Guadalupe.

## Palmarés
- Primera División de República Dominicana: 3

1991, 1992, 1994

## Participación en competiciones de la Concacaf
| Temporada | Torneo                           | Ronda             | Club                | Casa | Visita | Global |
| --------- | -------------------------------- | ----------------- | ------------------- | ---- | ------ | ------ |
| 1992      | Copa de Campeones de la Concacaf | Preliminar Caribe | Unique FC           | 2-1  | 3-3    | 5-4    |
| 1992      | Copa de Campeones de la Concacaf | Caribe 1          | Solidarité Scolaire | 3-3  | 0-1    | 3-4    |
| 1995      | Copa de Campeones de la Concacaf | Preliminar Caribe | FICA                | 1-1  | 0-1    | 1-2    |